# Beret (Ungarn)
Beret ist eine ungarische Gemeinde im Kreis Encs im Komitat Borsod-Abaúj-Zemplén.

## Geografische Lage
Beret liegt in Nordungarn, 32 Kilometer nordöstlich des Komitatssitzes Miskolc, 7,5 Kilometer nordwestlich der Kreisstadt Encs, an dem Fluss Vasonca. Nachbargemeinden sind Baktakék zwei Kilometer nördlich und Detek ein Kilometer südlich gelegen.

## Sehenswürdigkeiten
- Reformierte Kirche, erbaut Ende des 18. Jahrhunderts im spätbarocken Stil
- 1848er-Denkmal

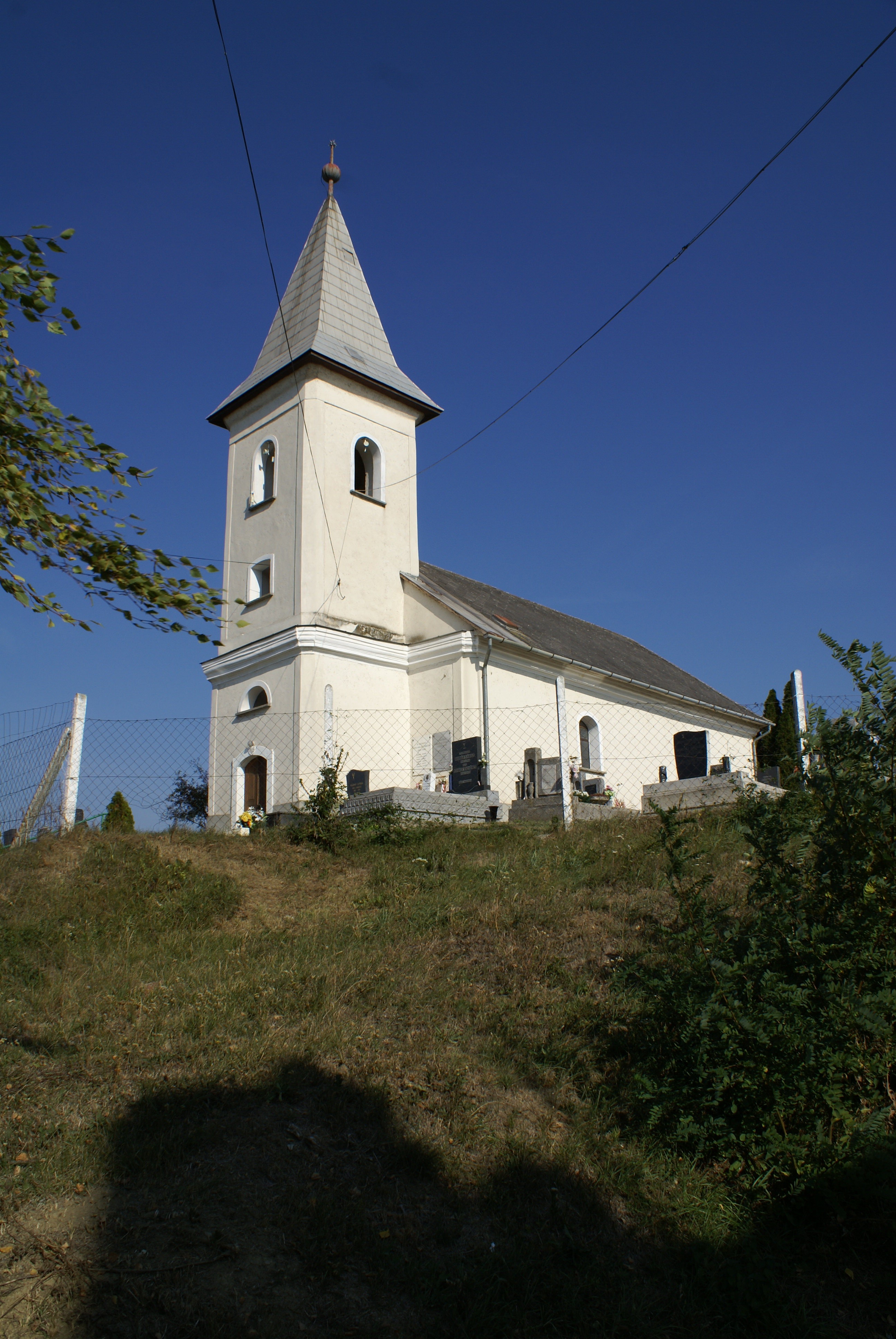
Reformierte Kirche
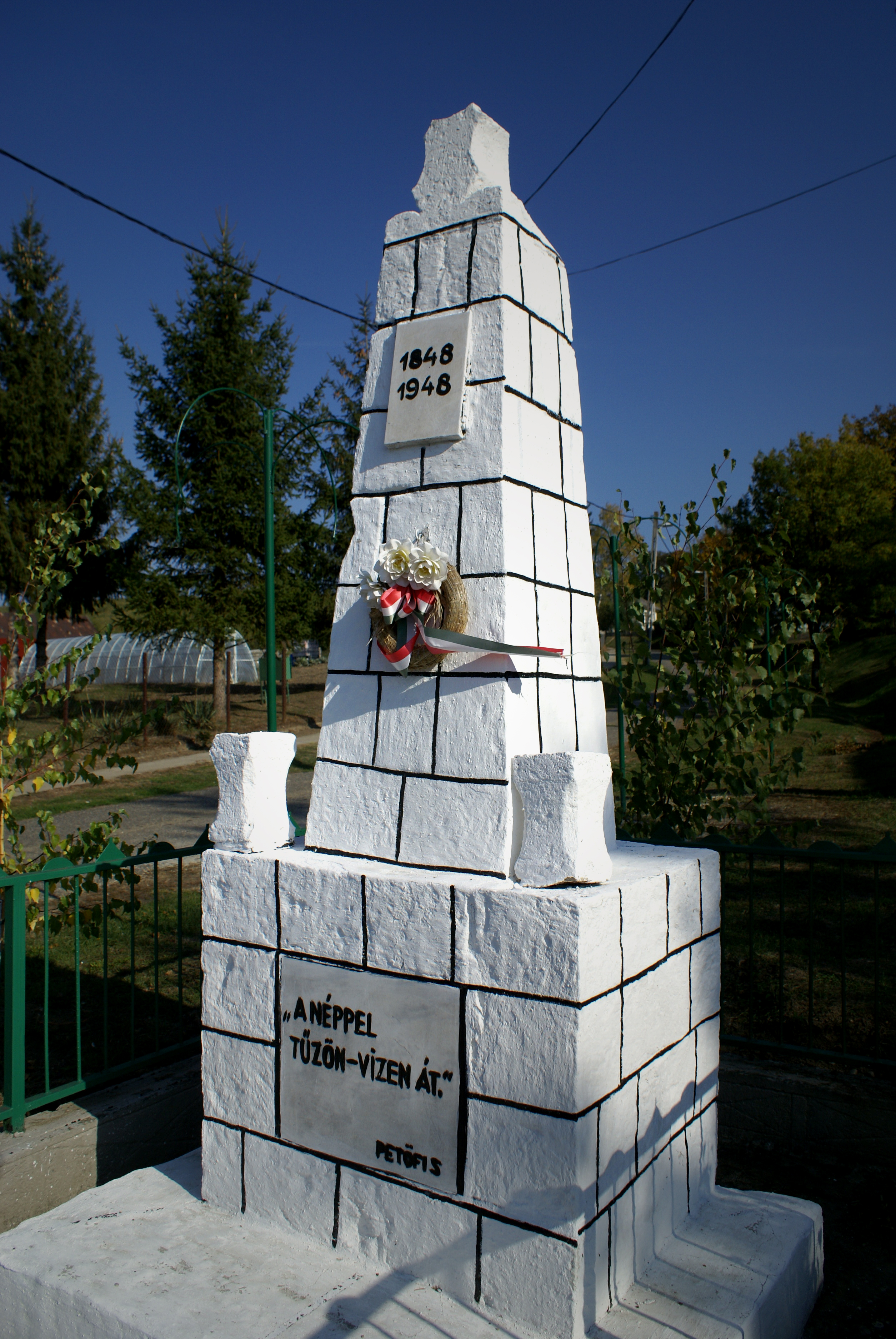
1848er-Denkmal

## Verkehr
Durch Beret verläuft die Landstraße Nr. 2624. Es bestehen Busverbindungen nach Baktakék, Encs sowie über Szikszó nach Miskolc. Die nächstgelegenen Bahnhöfe befinden sich östlich in Encs und südlich in Halmaj.